# لاديسلاف فيزيك

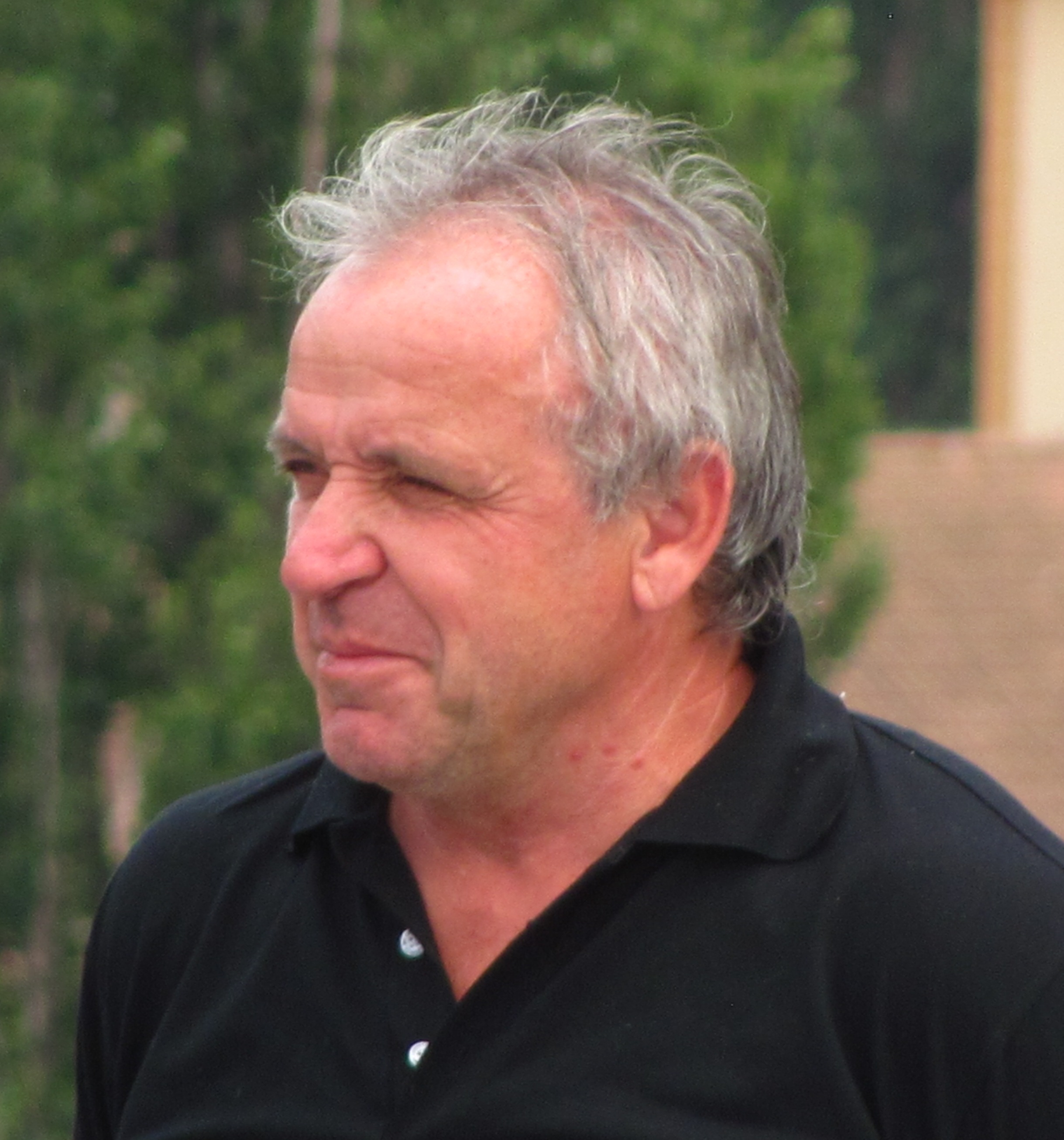
لاديسلاف فيزيك

لاديسلاف فيزيك، من مواليد 22 يناير 1955 في كلوميك، لاعب كرة قدم تشيكوسلوفاكي سابق.
و قد لعب مع منتخب تشيكوسلوفاكيا لكرة القدم 55 مباراة وسجل 13 هدف.
و قد لعب أغلب فترات مسيرته الكروية مع نادي دوكلا براغا.

## مسيرته الكروية
لعب لاديسلاف فيزيك خلال مسيرته الاحترافية مع ناديين في ثلاثة عشر موسمًا وسجل خلالها 67 هدفًا ضمن 230 مباراة. حيث فاز في ثلاثة مواسم بالكأس وفي ثلاثة مواسم بالدوري.
خاض لاديسلاف فيزيك مسيرته مع نادي دوكلا براغ في موسم 1975–76 ليلعب معه أحد عشر موسمًا، مشاركًا في 169 مباراة سجل خلالها 56 هدفًا. ثم انتقل إلى نادي لوهافر في موسم 1986–87 ولمدة موسمين، حيث شارك في 61 مباراة سجل خلالها 11 هدفًا.

## روابط خارجية
- لاديسلاف فيزيك على موقع الاتحاد الدولي (مؤرشف)  (الإنجليزية)
- لاديسلاف فيزيك على موقع الاتحاد الأوربي (الإنجليزية)
- لاديسلاف فيزيك على موقع الاتحاد التشيكي (الإنجليزية)
- لاديسلاف فيزيك على موقع قاعدة بيانات كرة القدم.إي يو (الإنجليزية)
- لاديسلاف فيزيك على موقع ناشيونال فوتبول تيمز (الإنجليزية)
- لاديسلاف فيزيك على موقع عالم كرة القدم.نت (الإنجليزية)
- لاديسلاف فيزيك على موقع كووورة
- لاديسلاف فيزيك على موقع أوليمبيديا (الإنجليزية)
- لاديسلاف فيزيك على موقع اللجنة الأولمبية التشيكية (التشيكية)